# Завьялов, Николай Валентинович
Николай Валентинович Завьялов (род. 8 декабря 1954 года) — российский учёный-физик-ядерщик, член-корреспондент РАН (2022).

## Биография
Родился 8 декабря 1954 года.
Окончил МИФИ (кафедра электрофизических установок).
Заместитель научного руководителя РФЯЦ-ВНИИЭФ — директор Института ядерной и радиационной физики (ИЯРФ), заведующий кафедрой ядерной и радиационной физики СарФТИ НИЯУ, МИФИ.
В 2022 году — избран членом-корреспондентом РАН от Отделения физических наук.

## Научная деятельность
Специалист в области экспериментальной ядерной и радиационной физики, физики и техники ускорителей заряженных частиц.
Основные работы связаны с научным обоснованием применения линейных резонансных ускорителей электронов в испытаниях на радиационную стойкость; созданием на базе ускорителя ЛУ-50 мощного источника тормозного излучения и импульсного генератора электронов пикосекундной длительности; разработкой линейного резонансного ускорителя электронов для радиационных технологий и импульсного линейного индукционного ускорителя электронов для рентгенографии; экспериментальным подтверждением возможности создания каскадных энергетических устройств, управляемых внешними источниками, для пережигания минорных актинидов; решением вопросов создания самой мощной в стране СЖР-установки; реализацией проекта по созданию центра испытаний ЭКБ для вооружения и специальной техники и космических аппаратов на стойкость к воздействию ионизирующих излучений космического пространства.